# Passions, He Had Three
Passions, He Had Three és un curtmetratge mut de la Keystone dirigit per Henry Lehrman i protagonitzat per Roscoe Arbuckle en la seva segona aparició per a la Keystone. La pel·lícula, es va estrenar com a mitja bobina conjuntament amb “Help! Help! Hydrophobia!” el 5 de juny de 1913. L’assignació de Mabel Normand, Dot Farley i Betty Schade al repartiment de la pel·lícula sembla no ser correcte.

## Argument
Henry és un noi de camp molt gras amb tres passions: li agraden els ous, la llet i les noies. Roba ous dels nius de la granja dels Jones, en xucla el contingut i reomple les closques amb aigua. Quan la família del granger s’asseu a esmorzar i trenquen els ous descobreixen la trampa i el granger Jones decideix posar una trampa per a ossos, coberta de palla, davant dels nius. Henry ho veu i no diu res. Poc després la vaca dels Jones, Loretta, sembla que de sobte s’ha assecat. Ha estat culpa de Henry, que ha estat fent “visites” d’amagat a Loretta amb una tassa. A més, Henry està enamorat de Jenny Brown però Si Black també ho està. Això provoca una baralla entre ells dos que guanya Si. Henry es rendeix, però després l’atrau cap a la trampa per a ossos amagada i li acaba empenyent de manera que les dues cames li queden atrapades. Aleshores Henry crida a tothom perquè vinguin a veure qui és el lladre d’ous que han capturat.

## Repartiment
- Roscoe Arbuckle (Henry)
- Beatrice Van (Jenny Brown)
- Charles Avery (Si Black)
- Alice Davenport (mare de Jenny)
- Nick Cogley (pare de Jenny)
- Rube Miller (peó de la granja)